# NXT UK TakeOver: Cardiff
NXT UK TakeOver: Cardiff – gala wrestlingu wyprodukowana przez federację WWE dla zawodników z brandu NXT UK. Odbyła się 31 sierpnia 2019 w Motorpoint Arena Cardiff w Cardiff w Walii. Emisja była przeprowadzana ekskluzywnie na żywo za pośrednictwem WWE Network. Była to druga gala w chronologii cyklu NXT UK TakeOver.
Podczas gali odbyło się osiem walk, w tym dwie nagrane dla oddzielnego odcinka NXT UK. W walce wieczoru, Walter pokonał Tylera Bate’a i obronił WWE United Kingdom Championship. W innych ważnych walkach, Kay Lee Ray pokonała Toni Storm i zdobyła NXT UK Women’s Championship, oraz Mark Andrews i Flash Morgan Webster pokonali Zacka Gibsona i Jamesa Drake’a oraz Gallus (Marka Coffeya i Wolfganga) w Triple Threat Tag Team match i wygrali NXT UK Tag Team Championship.

## Produkcja
NXT UK TakeOver: Cardiff oferowało walki profesjonalnego wrestlingu z udziałem różnych wrestlerów należących do brandu NXT UK spośród istniejących oskryptowanych rywalizacji i storyline’ów. Kreowane są podczas cotygodniowych gal NXT UK. Wrestlerzy są przedstawieni jako heele (negatywni, źli zawodnicy i najczęściej wrogowie publiki) i face’owie (pozytywni, dobrzy i najczęściej ulubieńcy publiki), którzy rywalizują pomiędzy sobą w seriach walk mających budować napięcie. Kulminacją rywalizacji jest walka wrestlerska lub ich seria.

### Rywalizacje
W odcinku NXT UK z 19 czerwca, Kay Lee Ray wygrała Battle Royal o szansę zmierzenia się z Toni Storm o NXT UK Women’s Championship w wybranym przez nią czasie, eliminując ostatnią Xię Brookside. 17 lipca na odcinku NXT UK, Ray przerwała Stormowi i ogłosiła, że ich walka o tytuł odbędzie się na TakeOver: Cardiff.
3 lipca na odcinku NXT UK, podczas walki Moustache Mountain o NXT UK Tag Team Championship, Imperium interweniowało, zaatakowało i kontuzjowało Tylera Bate’a. Na odcinku z 31 lipca, Bate powrócił i zaatakował Imperium, a walka o WWE United Kingdom Championship pomiędzy Walterem i Tylerem Batem została zaplanowana na TakeOver: Cardiff.
7 sierpnia na odcinku NXT UK, Gallus oraz Mark Andrews i Flash Morgan Webster chcieli zmierzyć się z Grizzled Young Veterans o NXT UK Tag Team Championship. Później na tym odcinku Mark Andrews i Flash Morgan musieli się wykazać, aby uczynić walkę Triple Threat Tag Team matchem na TakeOver: Cardiff. Webster pokonał Marka Coffeya z Gallus 14 sierpnia, a Andrews pokonał Jamesa Drake’a 21 sierpnia, dzięki czemu walka stała się Triple Threat Tag Team matchem na TakeOver: Cardiff.

## Wyniki walk
| Nr                                                                                        | Wyniki | Stypulacje                                                  | Czas  |
| ----------------------------------------------------------------------------------------- | --- | ----------------------------------------------------------- | ----- |
| 1UK                                                                                       | Rhea Ripley pokonała Piper Niven                                                                                        | Singles match                                               | –     |
| 2UK                                                                                       | Kassius Ohno pokonał Sida Scalę                                                                                         | Singles match                                               | –     |
| 3                                                                                         | Noam Dar pokonał Travisa Banksa                                                                                         | Singles match                                               | 13:55 |
| 4                                                                                         | Cesaro pokonał Ilję Dragunova                                                                                           | Singles match                                               | 12:26 |
| 5                                                                                         | Mark Andrews i Flash Morgan Webster pokonali Zacka Gibsona i Jamesa Drake’a (c) oraz Gallus (Marka Coffeya i Wolfganga) | Triple Threat Tag Team match o NXT UK Tag Team Championship | 20:17 |
| 6                                                                                         | Joe Coffey pokonał Dave’a Mastiffa                                                                                      | Last Man Standing match                                     | 16:03 |
| 7                                                                                         | Kay Lee Ray pokonała Toni Storm (c)                                                                                     | Singles match o NXT UK Women’s Championship                 | 9:52  |
| 8                                                                                         | Walter (c) pokonał Tylera Bate’a                                                                                        | Singles match o WWE United Kingdom Championship             | 42:12 |
| (c) – mistrz/mistrzyni przed walkąUK – walka była nagrywana do oddzielnego odcinka NXT UK | |                                                             |       |